# Zanobatidae
Zanobatidae – monotypowa rodzina ryb chrzęstnoszkieletowych z rzędu orleniokształtnych (Myliobatiformes).

## Rozmieszczenie geograficzne
Do rodziny należą gatunki występujące w wodach wschodniego Oceanu Atlantyckiego.

## Morfologia
Długość ciała do 100 cm; masa ciała (największa opublikowana) 1,4 kg.

## Systematyka
Rodzaj zdefiniował w 1913 roku zoolog Samuel Garman w artykule poświęconym rekinom i płaszczkom opublikowanym w czasopiśmie Memoirs of the Museum of Comparative Zoölogy, at Harvard College. Gatunkiem typowym jest (oznaczenie monotypowe) Z. schoenleinii.

### Etymologia
Zanobatus: etymologia pierwszego członu nazwy (Zano-) niejasna, Garman nie wyjaśnił jego znaczenia; gr. βατoς batos lub βατις batis ‘płaska ryba, zwykle stosowana w odniesieniu do płaszczki lub rai’.

### Podział systematyczny
Do rodziny należy jeden rodzaj z następującymi gatunkami:
- Zanobatus maculatus Séret, 2016
- Zanobatus schoenleinii (Müller & Henle, 1841)